# Hang On Sloopy
Hang On Sloopy è l'album discografico di debutto del gruppo musicale statunitense The McCoys, pubblicato nel 1965 su etichetta Bang Records.
Il disco raggiunse la posizione numero 44 nella classifica Billboard Top LPs negli Stati Uniti.
Dall'album furono estratti due singoli: Hang On Sloopy, che raggiunse la vetta della Billboard Hot 100, e Fever, che raggiunse la settima posizione nella medesima classifica.

## Tracce
- Tutte le tracce sono opera di Bob Feldman, Jerry Goldstein, e Richard Gottehrer tranne dove indicato diversamente.

1. Meet the McCoys – 2:00
2. Hang On Sloopy (Wes Farrell/Bert Russell) – 2:57
3. Fever (Eddie Cooley/John Davenport) – 2:47
4. Sorrow – 2:02
5. If You Tell a Lie – 1:58
6. I Don't Mind (James Brown) – 2:37
7. Stubborn Kind of Fellow (Marvin Gaye/William "Mickey" Stevenson/George Gordy) – 2:50
8. I Can't Help Fallin' In Love (Hugo Peretti/Luigi Creatore/George David Weiss) – 2:05
9. All I Really Want to Do (Bob Dylan) – 2:05
10. Papa's Got a Brand New Bag (James Brown) – 1:58
11. I Can't Explain It – 2:35
12. High Heel Sneakers (Robert Higginbotham) – 3:00
13. Stormy Monday Blues (Earl Hines/Billy Eckstine/Bob Crowder) – 4:00

## Classifiche
| Classifica (1965) | Posizione |
| ----------------- | --------- |
| Billboard         | 44        |

Singoli
| Anno | Titolo         | Classifica             | Posizione |
| ---- | -------------- | ---------------------- | --------- |
| 1965 | Hang On Sloopy | Billboard Hot 100      | 1         |
| 1965 | Hang On Sloopy | Cashbox                | 1         |
| 1965 | Hang On Sloopy | Official Singles Chart | 5         |
| 1965 | Fever          | Billboard Hot 100      | 7         |
| 1965 | Fever          | Cashbox                | 9         |
| 1965 | Fever          | UK Singles Chart       | 44        |